# Fennereck
Fennereck är ett berg i Österrike på gränsen till Italien. Det ligger i förbundslandet Tyrolen, i den sydvästra delen av landet. Toppen på Fennereck är 3 123 meter över havet. Fennereck ingår i Rieserferner Gruppe.
Den högsta punkten i närheten är Hochgall, 3 436 meter över havet, 3,3 km sydväst om Fennereck.
Trakten runt Fennereck består i huvudsak av kala bergstoppar och isformationer.